# فيليكس باومغارتنر
فيليكس باومغارتنر  (بالألمانية: Felix Baumgartner) (مواليد 20 أبريل 1969 – 17 يوليو 2025) قافز مظلات نمساوي. مولود في سالزبورغ بالنمسا، اشتهر بأعماله المثيرة الخطيرة خلال مسيرته، قضى خمس سنوات في الجيش النمساوي حيث كان يمارس القفز المظلي، بما في ذلك الهبوط على أراضي ذات مساحة ضيقة.
قام باومجارتنر بقفزات جريئة خطيرة من مبان عالية بالمظلات. وسجل رقما عالميا في السقوط الحر من من ستراتوسفير من ارتفاع 39 كيلومتر ووصلت سرعته 1342.8 كيلومتر في الساعة مخترقا بذلك سرعة الصوت في الهواء، أي بسرعة 24و1 ماخ. كان ذلك في 14 أكتوبر 2012 .
.
وهو معروف بقفزاته الخطيرة التي زاولها خلال حياته. وكانت قفزته في 14 أكتوبر 2012 أن صعد بمنطاد مملوء بغاز الهيليوم الخفيف فصعد به إلى
طبقة الستراتوسفير ثم قفز أولا قفزة للسقوط الحر حتى تعدت سرعته سرعة الصوت. ثم فتح المظلة ووصل إلى الأرض خلال 10 دقائق، مسجلا بذلك اعلى سرعة للسقوط الحر وأعلى ارتفاع وصل إليه الإنسان بواسطة منطاد.

## حياته

قفزة فيليكس من الكبسولة من على ارتفاع 128 ألف قدم.

صاحب رقم قياسي للقفز من مسافات قصيرة سجل الرقم في أبراج بتروناس في كوالالمبور. باومغارتنر يعتبر أول شخص يقفز بالمظلات عبر القنال الإنجليزي باستخدام أجنحة صنعت خصيصا من ألياف الكربون.ويمتلك فيليكس أيضًا رقم قياسيًا لقفزه من تمثال السيد المسيح في ريو دي جانيرو في البرازيل. نجح في القفر وحقق 3 أرقام قياسية.
في اليوم الرابع عشر من أكتوبر 2012 ، كسر فيليكس الرقم القياسي في القفز من الفضاء، حيث قفز من كبسولة معلقة ببالون مليئ بالهيليوم من على ارتفاع 128,100 قدم«أكثر من 39 كيلومتر» محطما بذلك رقم جوزيف كيتينغر الذي سجله في عام 1960 م من على ارتفاع 31 كم.
يذكر ان «فيليكس باومغارتنر» ارتفع إلى المستوى المطلوب خارج الغلاف الجوي في ساعتين ونصف الساعة، في حين أن سقوطه الحر «من بداية السقوط إلى غاية فتح المظلة» دام فقط 4 دقائق و22 ثانية أما كامل الرحلة وصولا إلى الأرض استغرقت 9 دقائق و9 ثانية، وقد وصلت سرعته القصوى إلى 1342.8 كيلومتر في الساعة (833,9 ميل)، وبذلك يكون حقق رقم قياسي في أعلى سرعة للإنسان أثناء سقوطه الحر وأعلى ارتفاع لسقطة حرة وأعلى ارتفاع ببالون وترك أطول مده سقوط حر لمعلم فريقه جوزيف کيتينغر "project mentor Col. Joe Kittinger".
قضى باومغارتنر وفريقه خمس سنوات في التدريب والإعداد للمهمة التي صممت لتحسين فهمنا العلمي لكيفية توائُم الجسم مع الظروف القاسية بالقرب من الفضاء.
وقد قال فيليكس: «كان صعودا وهبوطا لا يصدق اليوم، مثلما انى كنت مع المشروع بأكمله»، وقال باومغارتنر مرتاحا. «أولا حصلت على إطلاقة جميلة ومن ثم حصلنا على قليل من الدراما مع حدوث مشكلة إمداد الخوذة بالطاقة. والخروج كان رائعا ولكن بعد ذلك بدأت بالدوران ببطء. اعتقدت أني سأدور فقط بضع مرات وسوف يكون هذا كل شئ، ولكن بعد ذلك بدأت بالتسارع، وكانت أوقات عصيبة حقًا. أعتقدت لبضع ثوان أني سأفقد وعيى. لم أشعر بدوي قوي لأنني كنت مشغولا للغاية بمحاولة تحقيق الاستقرار. سيتعين علينا ان ننتظر ونرى ما إذا كنا حقا كسرنا حاجز الصوت، لقد كانت حقًا أصعب بكثير مما كنت اعتقد انها ستكون.»

## قفزة فيليكس التاريخية
حقق باومغارتنر رقمًا قياسيًا بالقفز من منطاد من حدود الفضاء الخارجي عن ارتفاع يزيد عن 39 كم. وصعد عبر كبسولة معلقة في منطاد من الهيليوم إلى حدود الفضاء الخارجي بارتفاع يصل 128100 قدم (39.045 كم) ليسجل بذلك رقمًا قياسيًا جديدًا. وقفز بعد ذلك فوق صحراء ولاية نيو مكسيكو الأميركية بسرعة قياسية هي 1342.8 كم/ الساعة (834 ميل/ ساعة) مخترقًا بذلك سرعة الصوت، في أعلى سقوط حر مسجل بالتاريخ. وبذلك يكون حقق ثلاث أرقام قياسية.

## الوفاة
توفي باومغارتنر في 17 يوليو 2025، عن عمر يناهز 56 عامًا، أثناء رحلة طيران شراعي في بورتو سانت إلبيديو (فيرمو)، إيطاليا. فقد السيطرة على الطائرة في الهواء بعد تعرضه لمشكلة صحية، وتحطم في كوخ خشبي بالقرب من حمام سباحة في قرية لي ميموز للتخييم العائلي، وأصيبت امرأة شابة بسبب حطام الاصطدام.

## روابط خارجية
- فيليكس باومغارتنر على موقع IMDb (الإنجليزية)
- فيليكس باومغارتنر على موقع مونزينجر (الألمانية)
- فيليكس باومغارتنر على موقع قاعدة بيانات الفيلم (الإنجليزية)
- فيليكس باومغارتنر على موقع بوكس ريك (الإنجليزية) (registration required)
- فيليكس باومغارتنر على موقع DriverDB.com (الإنجليزية)
- فيليكس باومغارتنر على موقع eWRC-results.com (الإنجليزية)